# Принадлежность
Принадлежность (социальная принадлежность, групповая идентификация, эффект принадлежности к группе) — присущая человеку эмоциональная потребность быть членом группы людей (родственников, друзей, коллег и так далее) и чувство принятия этой группой. Рой Баумайстер и Марк Лири утверждали, что потребность принадлежать фундаментальна, поэтому отсутствие ее удовлетворения вызывает ощутимый дискомфорт. Абрахам Маслоу выделял потребность в принадлежности как одну из доминирующих целей человека.
- Зигмунд Фрейд для обозначения феномена принадлежности использовал термин «идентификация».[4] Позже Анри Тэшфел и Джон Тернер начали использовать термин «групповая идентификация» в рамках теории социальной идентичности как осознание индивидом принадлежности к группе.[5]
- Элтон Мейо определял потребность в принадлежности к группе как «социабельность».[6]
- У Генри Мюррея потребность в создании значимых отношений — «аффилиация».[7]

При появлении чувства принадлежности к группе начинает проявляться эффект «Мы и Они», где «мы» — группа, в которой состоит индивид, а «они» — другие группы людей.
Также принадлежность может стимулировать эффект социальной фасилитации, повышая этим продуктивность человека.